# Robin Rosenberger
Robin Rosenberger (* 20. November 2004) ist ein deutscher Fußballspieler.

## Karriere
Nach seinen Anfängen in der Jugend des VfL Krombach, des FC Bayern Alzenau und des 1. FSV Mainz 05, für den er auch drei Spiele in der B-Junioren-Bundesliga bestritt, wechselte er im Sommer 2021 in die Jugendabteilung des SV Wehen Wiesbaden. Nachdem er bereits das Wintertrainingslager der Profis mitmachen durfte, kam er auch zu seinem ersten Einsatz im Profibereich, als er am 30. April 2022, dem 36. Spieltag der 3. Liga, bei der 0:3-Auswärtsniederlage gegen den SC Verl in der 88. Spielminute für Thijmen Goppel eingewechselt wurde. Im Sommer 2023 wechselte er weiter zu Eintracht Frankfurt II in die viertklassige Regionalliga Südwest. Dort absolvierte der Mittelfeldakteur bis zur Winterpause lediglich eine Ligapartie gegen den VfR Aalen (2:3), ehe er den Verein am 19. Januar 2024 wieder verließ und zum Ligakonkurrenten TSV Schott Mainz wechselte.